# Fever 333
I Fever 333 (in precedenza The Fever 333) sono un gruppo musicale rap metal statunitense formatosi a Inglewood nel 2017.

## Carriera

### Primi anni,Made an America

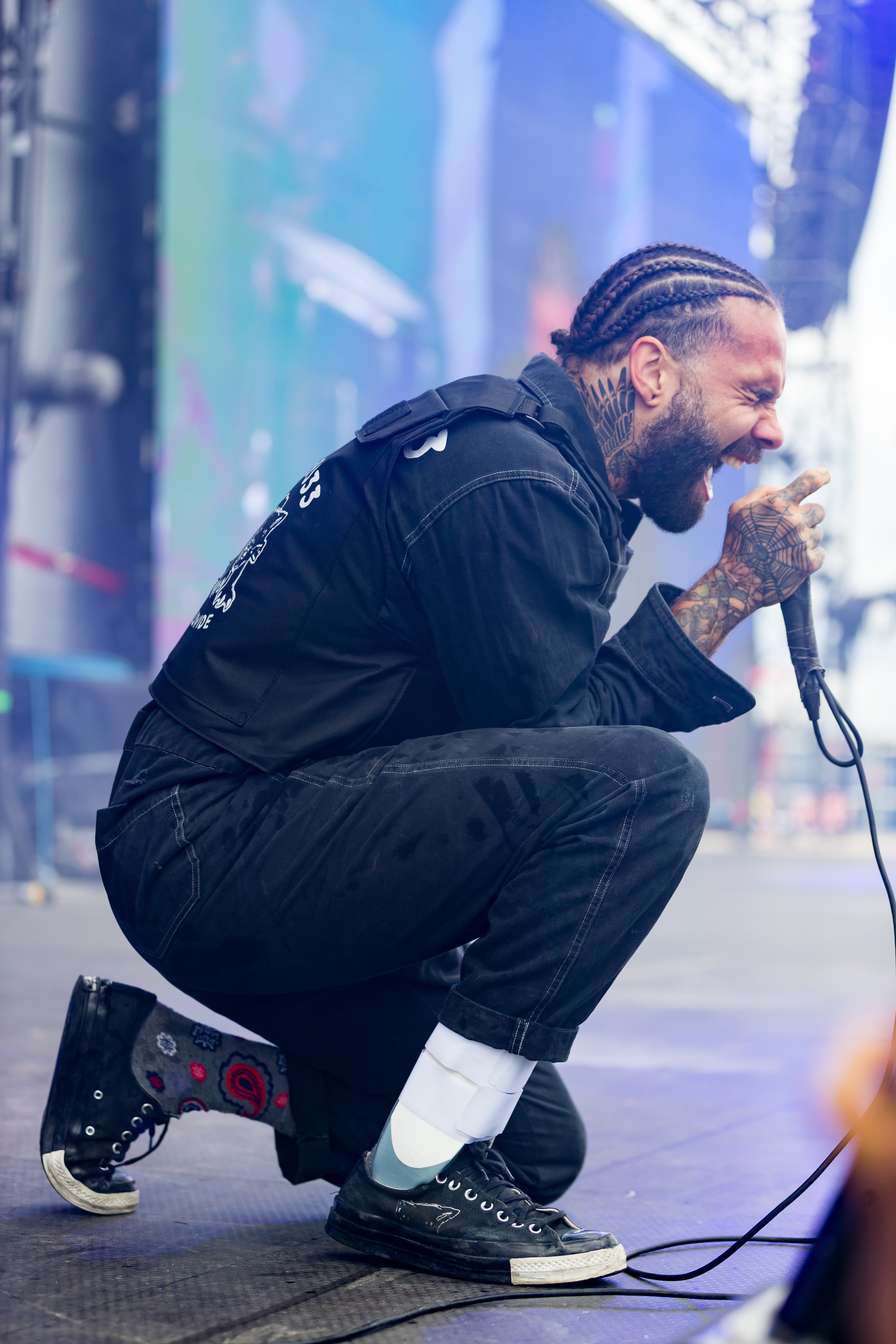
Jason Aalon Butler

Il gruppo è nato dall'incontro tra l'ex cantante dei Letlive. Jason Aalon Butler, l'ex chitarrista dei The Chariot Stevis Harrison e il batterista Aric Improta. Riguardo alla formazione, Butler ha dichiarato: «Per quelli di voi che vogliono cambiare, ecco un'offerta per iniziare questa conversazione. Ho avuto un sacco di persone che mi chiedono cosa farò in futuro, ecco un assaggio di questo [...] Amo l'arte, amo essere un musicista, amo il progresso e non sono estraneo a respingere se ritengo necessario, sarà una mostra di tutte le cose che amo e che mi piacciono».
La loro prima esibizione è stato un improvvisato show pop-up in un camion di U-Haul nel parcheggio del panificio Randy's Donuts a Inglewood il 4 luglio 2017.
Il 25 agosto 2017 la band ha pubblicato il video musicale per il brano We're Coming In in anteprima su Alternative Press, seguito due giorni dopo dall'audio di Hunting Season, che presenta un'apparizione ospite non accreditata di Travis Barker. Il 3 novembre è stata la volta di Walking in My Shoes.
Il 23 marzo 2018, i Fever 333 hanno pubblicato l'EP di debutto Made an America attraverso la Roadrunner Records. Nathan Pike, fratellastro di Harrison nonché manager della 333 Wreckords, ha collaborato alla pubblicazione dell'EP. Due mesi più tardi hanno presentato il singolo Trigger, riguardante il controverso argomento della violenza armata negli Stati Uniti d'America, accompagnato dal relativo video musicale.
Il 28 settembre 2018 la band ha pubblicato un remix del brano Made an America, con Barker e il rapper Vic Mensa. Un video, diretto da Brandon Dermer, è stato pubblicato sul canale ufficiale YouTube del trio.

### Strength in Numb333rseWrong Generation

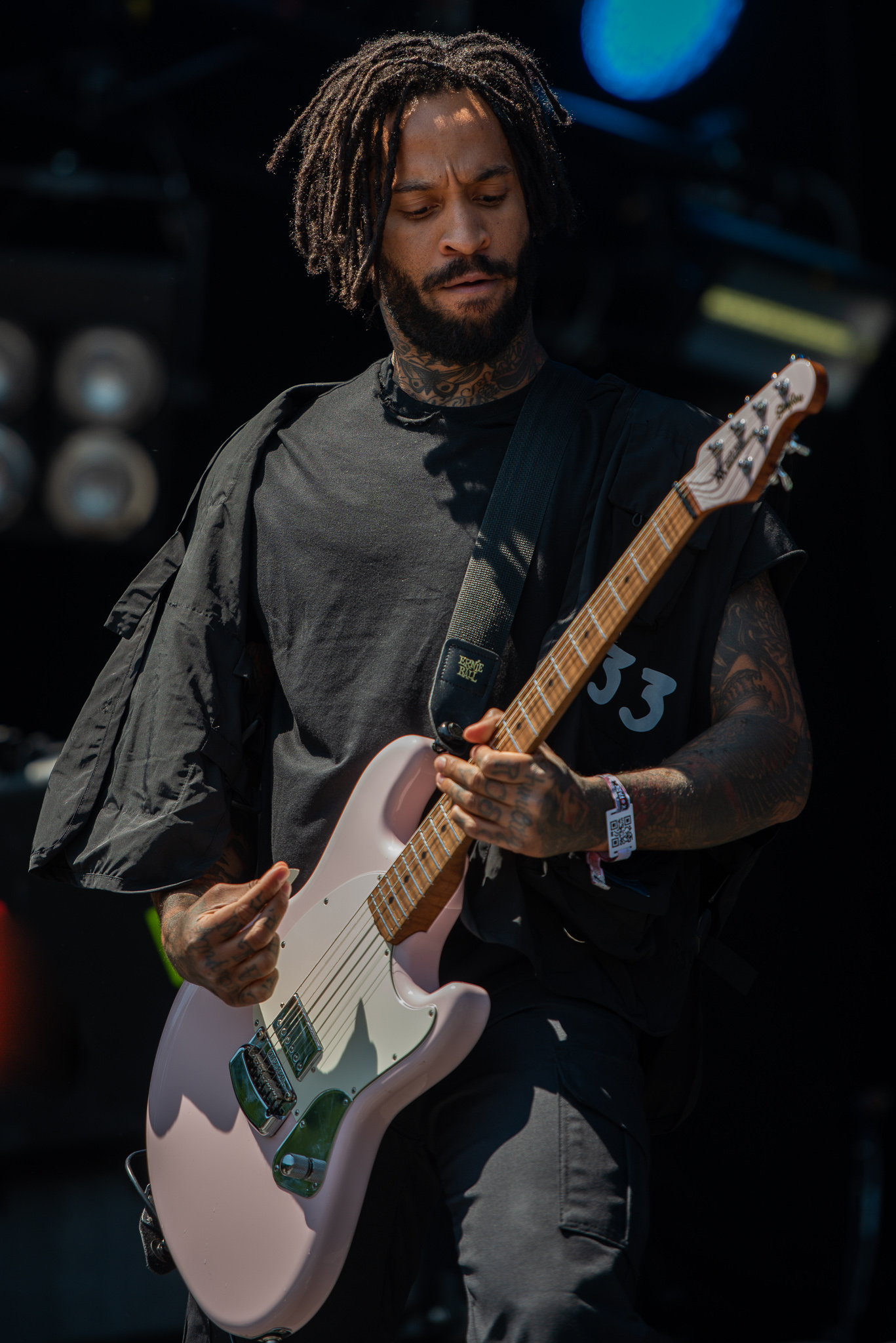
Stevis Harrison, chitarrista del gruppo fino al 2022

Nel novembre 2018 il trio è stato confermato come gruppo d'apertura dei Bring Me the Horizon nel loro tour europeo. Il 9 novembre 2018 hanno pubblicato il singolo Burn It insieme ai dettagli dell'annuncio del loro album di debutto, Strength in Numb333rs, che è stato pubblicato il 18 gennaio 2019.
Il 7 dicembre 2018, la band ha ricevuto una candidatura ai Grammy Award nella categoria "Best Rock Performance" per Made an America.
Il 29 maggio 2019 sono comparsi nella canzone Scary Mask di Poppy, il cui video è stato diretto da Titanic Sinclair. Tra novembre e dicembre 2019 il gruppo ha pubblicato i singoli inediti Kingdom e Vandals, mentre Butler ha partecipato al singolo Blow Me dei The Used.
Il 4 marzo 2020 è stato pubblicato il singolo Presence Is Strength, realizzato e registrato dal gruppo in appena 24 ore, mentre due mesi più tardi è stata la volta di un remix del singolo Animal che ha visto la partecipazione del rapper DMC. Il 3 giugno dello stesso anno hanno tenuto un concerto in live streaming intitolato Long Live the Innocent, durante il quale hanno ricordato le vittime di colore e in particolar modo la morte di George Floyd, oltre ad aver presentato dal vivo l'inedito Supremacy, distribuito gratuitamente nello stesso giorno e pubblicato ufficialmente quattro giorni più tardi.
L'8 ottobre 2020 il gruppo ha annunciato l'EP Wrong Generation, uscito il 23 dello stesso mese, e una serie di sei concerti in live streaming che si sono svolti tra il 23 e il 30 ottobre.

### Cambio di formazione,Darker White
Il 3 ottobre 2022 sia Harrison che Improta hanno annunciato di aver abbandonato la formazione a causa di conflitti interni con Butler, rimasto unico componente. Il duo avrebbe successivamente dato vita agli House of Protection nel 2024.
Butler ha annunciato la nuova formazione nel giugno 2023, arruolando Brandon Davis alla chitarra, April Kae al basso e Thomas Pridgen alla batteria. Il primo singolo, presentato nello stesso periodo, è stato Swing. Ulteriori singoli sono stati distribuiti nel 2024 e che hanno anticipato l'uscita del secondo album Darker White.

## Stile musicale
La loro musica unisce elementi di punk rock e hip hop, che Butler ha descritto come entrambi «radicati nella sovversione», citando influenze musicali come Rage Against the Machine, Public Enemy e Black Flag, e influenze ideologiche come Mahatma Gandhi, James Baldwin e Ta-Nehisi Coates. I loro testi affrontano temi politicamente e socialmente consapevoli come il razzismo, il sessismo e l'omofobia. La loro musica è stata classificata come rapcore, rap metal, e hardcore punk.

## Visioni politiche e attivismo
La band sposa opinioni politiche di sinistra, in opposizione alla disuguaglianza sociale, al capitalismo e all'autoritarismo sia nei testi che nell'attivismo. Il 333 del loro nome rappresenta i tre principi fondamentali che il trio ritiene di rappresentare: comunità, carità e cambiamento.
Sono fortemente ispirati dalle opinioni antirazziste, antimperialistiche e antifasciste del Black Panther Party, oltre ad attivisti politici come Mahatma Gandhi, Angela Davis, James Baldwin e Ta-Nehisi Coates. Hanno anche espresso disprezzo per il sistema elettorale statunitense, con Butler che afferma specificamente di non credere che la maggior parte dei politici sostenga il miglioramento delle persone in generale, con gli elettori generalmente considerati solo gli effetti che il loro voto avrebbe su se stessi e ignorando coloro che spesso sono meno fortunati di loro.

### Long Live the Innocent
Il 3 giugno 2020 i Fever 333 hanno presentato in live streaming Long Live the Innocent, concerto evento svolto come risposta all'omicidio di George Floyd da parte della polizia il 25 maggio dello stesso anno e rappresentava la condanna del trio di entrambi i suoi specifici assassini, così come la brutalità della polizia e il razzismo istituzionale in generale. Tutti i proventi sono stati donati al Minnesota Freedom Fund e Black Lives Matter.
Butler ha anche criticato una serie di etichette discografiche e servizi di streaming di alto profilo, tra cui Atlantic Records, Sony Music, Spotify, Def Jam Recordings, Amazon Music e Apple Music, per non aver utilizzato i loro soldi per sostenere la comunità nera durante questo periodo, nonostante abbiano tratto profitto da cultura e musica nere.

## Immagine

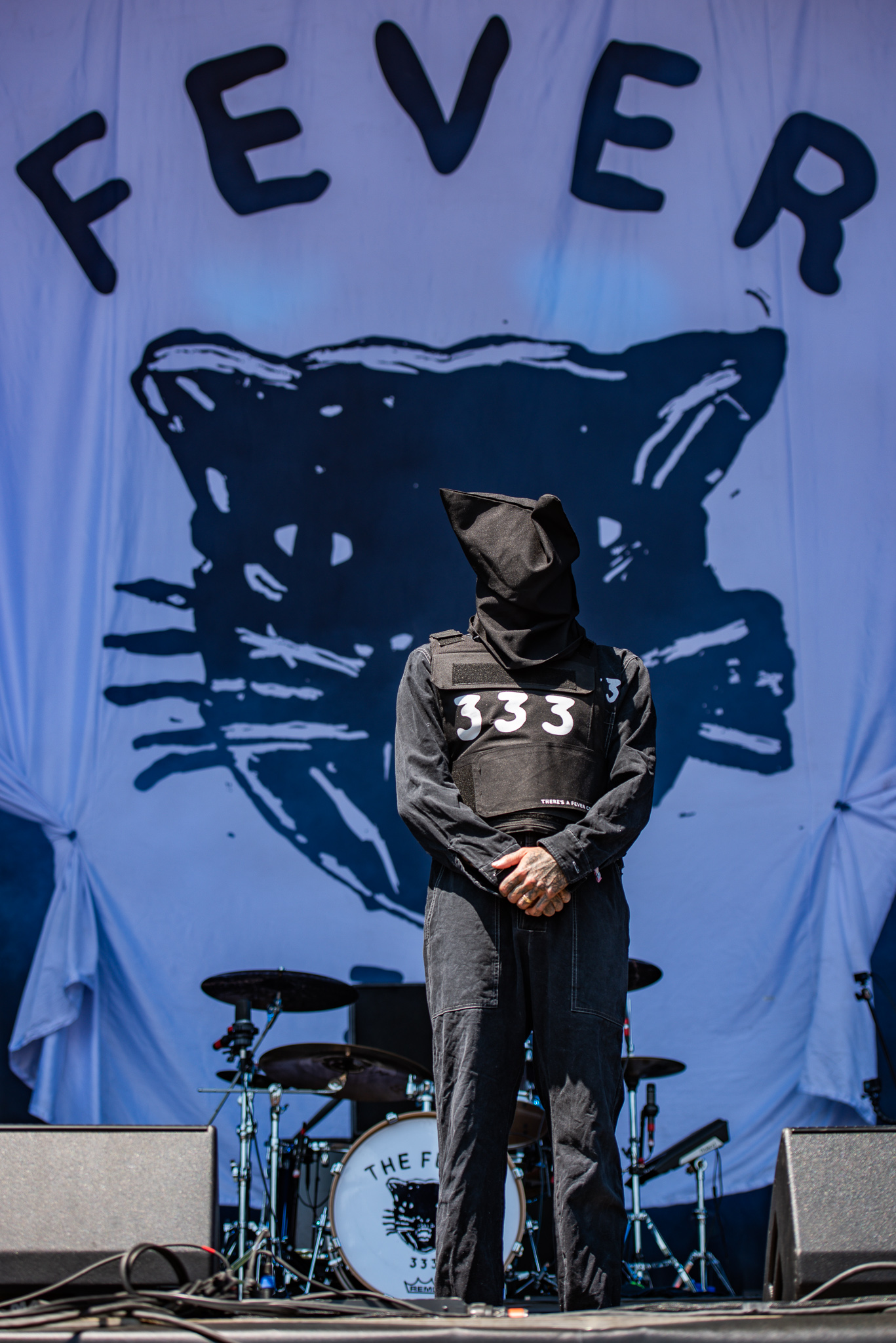
La band si esibisce davanti a uno sfondo con il proprio logo

Il logo dei Fever 333 è un omaggio a quello del Black Panther Party, un'organizzazione socialista rivoluzionaria e antirazzista americana a cui Butler ha paragonato le pratiche della band, poiché «le pantere nere non colpiscono a meno che non vengano spinte in un angolo dove si trovano non hanno via d'uscita». L'omaggio è stato approvato dal designer del logo della pantera nera e dal loro Ministro della Cultura, Emory Douglas. 
Durante i concerti Butler è solito indossare un giubbotto antiproiettile con "333" sul petto: secondo Kerrang!, questo ha lo scopo di presentare la crescente militarizzazione delle forze di polizia statunitensi. Il cantante indossa talvolta anche una tuta da lavoro, che presenta anche l'iconografia del gruppo, insieme a un cappuccio sulla testa, che rappresenta le violazioni dei diritti umani in carceri come il campo di detenzione di Guantanamo Bay e la prigione di Abu Ghraib.

## Formazione
Attuale
- Jason Aalon Butler – voce (2017-presente)
- Thomas Pridgen – batteria (2023-presente)
- Brandon Davis – chitarra (2023-presente)
- April Kae – basso (2023-presente)

Ex componenti
- Stevis Harrison – chitarra, cori (2017-2022)
- Aric Improta – batteria (2017-2022)

## Discografia

### Album in studio
- 2019 – Strength in Numb333rs
- 2024 – Darker White

### EP
- 2018 – Made an America
- 2020 – Wrong Generation

### Singoli
- 2018 – Trigger
- 2018 – Made an America
- 2018 – Burn It
- 2019 – One of Us
- 2019 – Kingdom
- 2019 – Vandals
- 2020 – Presence Is Strength
- 2020 – Animal (feat. DMC)
- 2020 – Supremacy
- 2020 – Bite Back
- 2023 – Swing
- 2024 – Ready Rock
- 2024 – New West Order
- 2024 – Higher Power
- 2024 – No Hostages
- 2024 – Desert Rap
- 2024 – Murderer

## Riconoscimenti
Grammy Awards
| Anno | Canzone         | Premio                    | Risultato  |
| ---- | --------------- | ------------------------- | ---------- |
| 2019 | Made an America | Migliore performance rock | Nomination |